# You Oughta Know
You Oughta Know è un brano di Alanis Morissette, vincitrice del Grammy Award come "migliore canzone rock", scritto dalla Morissette e da Glen Ballard per il terzo album della cantante canadese Jagged Little Pill del 1995. Nel testo la cantante descrive una relazione fallita, mostrando rabbia e rancore nei confronti di un non meglio identificato ex.
Benché la Morissette non abbia mai rivelato chi fosse il destinatario del brano, si è speculato molto per risalire al suo identikit. Sono stati fatti i nomi, tra gli altri dei giocatori di hockey su ghiaccio Doug Gilmour e Mike Peluso, e dell'attore Matt LeBlanc, ma per l'opinione pubblica il più accreditato è l'attore Dave Coulier, ex fidanzato della cantante.

## Tracce
1. You Oughta Know (Clean Album Version) - 4:08
2. You Oughta Know (The Jimmy The Saint Blend) - 4:12
3. Perfect (Acoustic Version) - 3:05
4. Wake Up - 4:54

## Formazione
- Alanis Morissette - voce
- Glen Ballard - chitarra
- Dave Navarro - chitarra
- Benmont Tench - tastiera
- Flea - basso
- Matt Laug - batteria

## Classifiche
| Classifica (1996)                     | Posizione massima |
| ------------------------------------- | ----------------- |
| Australia ARIA Singles Chart          | 4                 |
| Canadian Singles Chart                | 6                 |
| UK Top 75 Singles                     | 24                |
| U.S. Billboard Hot 100 Airplay        | 13                |
| U.S. Billboard Modern Rock Tracks     | 1                 |
| U.S. Billboard Mainstream Rock Tracks | 3                 |
| U.S. Billboard Top 40 Mainstream      | 7                 |
| U.S. ARC Weekly Top 40                | 2                 |
| U.S. Billboard Hot 100                | 6                 |
| Paesi Bassi                           | 17                |
| Belgio                                | 39                |
| Svezia                                | 38                |
| Australia                             | 4                 |
| Nuova Zelanda                         | 25                |